# Alf Cranner
Alf Cranner, född 25 oktober 1936 i Oslo, död 3 mars 2020, var en norsk vissångare och målarkonstnär. Han tillhör förgrundsfigurerna i den norska visvågen under 1960-talet.

## Biografi
Alf Cranners farfar var violinist i Oslo filharmoniska orkester och av honom lärde sig Alf Cranner spela fiol. I tonåren började han spela gitarr och flyttade till Oslo med sin mor. Där spelade han klassisk gitarr och umgicks i jazzkretsar. År 1961 gick han med i den norska intresseföreningen Visens venner och intresserade sig för den norska folkvisan. Genom föreningen blev han bekant med bland andra Olle Adolphson och Alf Prøysen och 1963 erbjöds han skivkontrakt av Rolv Wesenlund som då var inspelningsledare på Philips Records.
Han har förutom visor även gjort musiken till en uppsättning av Romeo och Julia på Det norske teatret och till filmerna Jantespranget och Faneflukt i början av 1970-talet.
Den svenska trubaduren Cornelis Vreeswijk spelade in "Sjømannsvise" med egen text under namnet "Ågren" på albumet Poem, ballader och lite blues år 1970. Våren 2013 gav Gunnar Källström & Fridens Liljer ut skivan Fåglar med höjdskräck med elva av Alf Cranners visor på svenska.

## Diskografi
- Fiine antiquiteter (1964)
- Både le og gråte (1964)
- Vers og viiiiiiser (1966) (med Harald Sverdrup)
- Rosemalt Sound (1967)
- Almuens opera (1970)
- Odd Børretzen og Alf Cranner i levende live på Sandvika kino en kald desemberdag i 1973 (1974) (med Odd Børretzen)
- Trykt i år (1974)
- Vindkast (1977)
- Hva er det de vil? Live fra ABC-Teateret (1980) (med Odd Børretzen)
- Din tanke er fri (1985)
- Sanger om fravær og nærvær (1989)
- 48 viser (1992)
- Kafé Kaos (1995)
- 50 beste fra 40 år (2003)
- Som en rose (2004)
- I går, i dag, i morgen (2006)

## Priser och utmärkelser
- Spellemannprisen 1974, i klassen visesång för albumet Trykt i år [1]
- Spellemannprisen 1977 i klassen visesång för albumet Vindkast [1]
- Gammleng-prisen, 1984, i klassen visa[2]
- Årets verk (text), 1989, från Norske Populærautorer för Hvis ikke nå – når da[3]
- Kardemommestipendiet, 1993[4]
- Evert Taubes Minnefond, 1994
- Alf Prøysens Ærespris, 1998[5]
- Telemark fylkeskommunes kulturpris, 1999[6]
- Kragerø Kommunes Kulturpris, 2000[6]
- Kongens fortjenstmedalje i gull, 2010[6]